# Johan III av Nürnberg

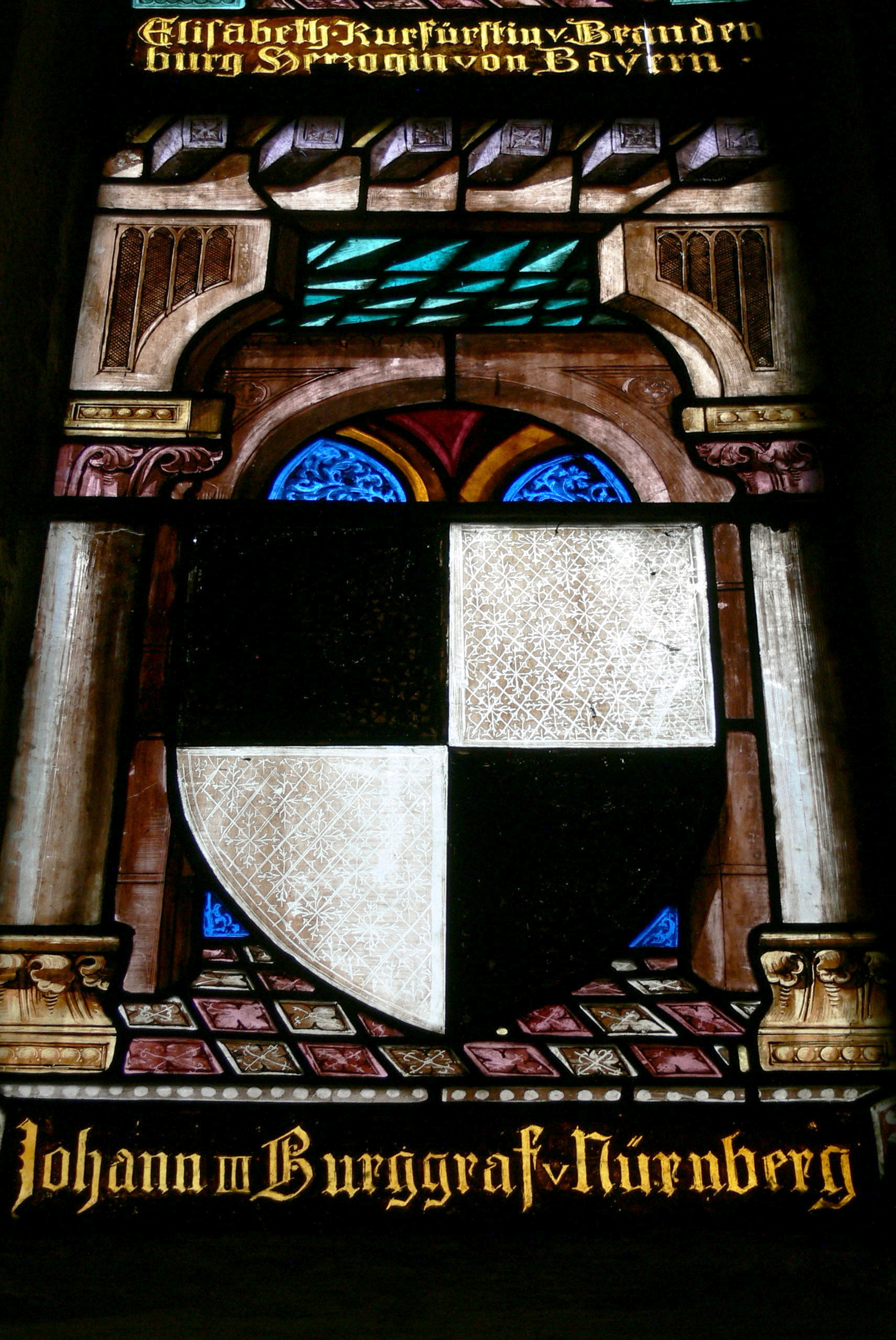
Johan III:s vapen som medlem av huset Hohenzollern, detalj från fönster i Langenzenns stadskyrka.

Johan III av Nürnberg, född omkring 1369, död 11 juni 1420 på Plassenburgs slott i Kulmbach, var borggreve av Nürnberg från 1397 till sin död samt från 1398 även markgreve av Brandenburg-Kulmbach.

## Biografi
Johan III tillhörde huset Hohenzollern och var äldste son till borggreve Fredrik V av Nürnberg och dennes gemål, Elisabet av Meissen, dotter till markgreve Fredrik II av Meissen. Johans yngre bror, Fredrik VI av Nürnberg (1371–1440), kom senare att bli kurfurste av Brandenburg.
Redan 1375 förlovades han med Margareta, dotter till kejsar Karl IV samt syster till kung Wencel IV och kejsar Sigismund. 1385 beslutade borggreve Fredrik V att låta sina söner delta i regeringen av borggrevskapet och fastställde i sin arvsordning Dispositio Fridericiana den framtida uppdelningen av sina länder i Franken mellan sönerna. 1396 stred Johan III på svågern Sigismunds sida i slaget vid Nikopolis, där han räddade livet på Sigismund. Efter sin fars abdikation 1397 regerade Johan III de första åren gemensamt med sin bror. Senast 1403 var dock arvsdelningen av borggrevskapet enligt faderns arvsordning fullbordad. Johan III erhöll den del av furstendömet som låg "ovanbergs" om Fränkische Alb och tog Plassenburg i Kulmbach som sitt huvudsakliga residens.
Från omkring 1390 var borggreve Johan en av kung Wencels närmast förtrogna och försökte sporra den likgiltige Wencel till att inbegripa sig med Tysk-romerska rikets angelägenheter. Trots detta kunde han inte förhindra kung Wencels avsättning år 1400. Medan Johans bror Fredrik i fortsättningen kom att engagera sig starkt i rikets affärer och genom sin upphöjning till kurfurste av Brandenburg ofta var sysselsatt där, kom Johan därefter att huvudsakligen engagera sig i skötseln av sitt frankiska furstendöme.
Johan III avled den 11 juni 1420, utan manliga efterkommande, och begravdes i huset Hohenzollerns frankiska grens begravningskyrka, klosterkyrkan i Heilsbronn. Hans närmaste arvinge var brodern Fredrik. Hans furstendöme Kulmbach kom därför att temporärt förenas i personalunion med kurfurstendömet Brandenburg och Fredriks del av det tidigare borggrevskapet Nürnberg, furstendömet Ansbach. Delningen av borggrevskapet i två furstendömen kom dock att permanentas administrativt, och Brandenburg-Kulmbach kom med kortare avbrott att regeras som ett självständigt riksfurstendöme fram till 1791.

## Familj
Med prinsessan Margareta av Luxemburg-Böhmen (1373–1410), dotter till kejsar Karl IV, hade han en dotter, Elisabet, gift 1406 med greve Eberhard III av Württemberg (död 1417).